# Mosset
Mosset – miejscowość i gmina we Francji, w regionie Oksytania, w departamencie Pireneje Wschodnie.
Według danych na rok 1990 gminę zamieszkiwało 266 osób, a gęstość zaludnienia wynosiła 4 osoby/km² (wśród 1545 gmin Langwedocji-Roussillon Mosset plasuje się na 653. miejscu pod względem liczby ludności, natomiast pod względem powierzchni na miejscu 23.). 

## Zabytki
Zabytki na terenie gminy posiadające status monument historique:
- kaplica Notre-Dame de Corbiac (Chapelle Notre-Dame de Corbiac)

## Populacja

Populacja Mosset w latach 1962–2008